# Емилия (име)
Вижте пояснителната страница за други значения на Емилия.
Емилия (Aemilia) е име на следните през древността:
- Римския род Емилии (gens Aemilia)
- Емилия Паула Терция, дъщеря на Луций Емилий Павел, съпруга на Сципион Африкански
- Емилия Терция, дъщеря на Луций Емилий Павел Македоник и Папирия Мазониз
- Емилия Паула Секунда, дъщеря на Луций Емилий Павел Македоник
- Емилия Паула Прима, дъщеря на Луций Емилий Павел Македоник
- Емилия Лепида, няколко жени от фамилията Емилии
- Емилия Скавра, дъщеря на Марк Емилий Скавър и Цецилия Метела Далматика

- Емилия (провинция), историческа римска провинция (днес Емилия-Романя)
- Виа Емилиа, римски път
- Виа Емилия Скавра, римски път
- Базилика Емилия, базилика от 179 пр.н.е. на Римския форум

- Емилия-Романя, регион в Италия
- Реджо Емилия, провинция в Северна Италия
- Реджо Емилия, провинция в Северна Италия
- Реджо нел'Емилия, град в Северна Италия

Други:
- Aemilia, вид нощни пеперуди, вид Arctiidae
- 159 Емилия, астероид
- Емилия (1632), холандски кораб от 1632 г.